# Mirco Lipari
Mirco Lipari (Cecina, Italia, 19 de julio de 2002) es un futbolista italiano que juega como delantero en el Pontedera de la Serie C.

## Trayectoria

### Inicios
Comenzó su carrera juvenil en el Polisportiva Palazzaccio y el Cecina, antes de pasar al Empoli F. C. En 2018 se incorporó a la Juventus, comenzando su experiencia con la selección sub-16 con la que marcó 20 goles en 24 partidos. Volvió al Empoli cedido en 2019, jugando con la Primavera (menores de 19 años); marcó 16 goles e hizo 5 asistencias en 42 partidos en dos años y ganó la liga en 2021.

### S. S. Juve Stabia
El 25 de agosto de 2021 se trasladó al S. S. Juve Stabia en calidad de cedido. Solo disputó 7 partidos con el equipo, antes de que se interrumpiera su cesión el 27 de enero de 2022.

### Juventus de Turín "B"
Debutó con la Juventus de Turín "B" -el equipo de reserva de la Juventus de Turín- el 16 de marzo en una derrota por 2-1 contra el Calcio Lecco 1912.

## Selección nacional
Ha representado a Italia en las categorías sub-15, sub-16 y sub-17.

## Estilo de juego
Es un jugador ofensivo versátil que puede jugar como delantero izquierdo.

## Estadísticas

### Clubes
Actualizado al último partido disputado el 16 de abril de 2023.
| Club                           | Div.          | Temporada     | Liga  | Liga  | Copas nacionales | Copas nacionales | Copas internacionales | Copas internacionales | Total | Total |
| Club                           | Div.          | Temporada     | Part. | Goles | Part.            | Goles            | Part.                 | Goles                 | Part. | Goles |
| ------------------------------ | ------------- | ------------- | ----- | ----- | ---------------- | ---------------- | --------------------- | --------------------- | ----- | ----- |
| S. S. Juve Stabia · Italia     | 3.ª           | 2021-22       | 6     | 0     | 0                | 0                | —                     | —                     | 6     | 0     |
| S. S. Juve Stabia · Italia     | Total club    | Total club    | 6     | 0     | 0                | 0                | 0                     | 0                     | 6     | 0     |
| Juventus de Turín "B" · Italia | 3.ª           | 2021-22       | 3     | 0     | 0                | 0                | —                     | —                     | 3     | 0     |
| Juventus de Turín "B" · Italia | 3.ª           | 2022-23       | 9     | 0     | 3                | 1                | —                     | —                     | 12    | 1     |
| Juventus de Turín "B" · Italia | Total club    | Total club    | 12    | 0     | 3                | 1                | 0                     | 0                     | 15    | 1     |
| Total carrera                  | Total carrera | Total carrera | 18    | 0     | 3                | 1                | 0                     | 0                     | 21    | 1     |